# William Berke
William A. Berke (crédité le plus souvent William Berke ou William Lester) est un acteur, producteur (de cinéma et de télévision), réalisateur et scénariste américain, né le 3 octobre 1903 à Milwaukee (Wisconsin), mort le 15 février 1958 à Los Angeles (Californie).

## Biographie
Sous le pseudonyme de William Lester, il débute au cinéma comme acteur et apparaît ainsi dans dix-sept films muets américains, les cinq premiers (des courts métrages) sortis en 1918, le dernier en 1924. Quasiment tous sont des westerns (à l'exception du drame Gentle Julia de Rowland V. Lee en 1923), genre auquel il reviendra souvent au long de sa carrière.
Son premier film comme scénariste est Barb-Wire de Frank Grandon, sorti en 1922, où il est également acteur, aux côtés de Jack Hoxie. Suivent à ce poste soixante-dix-neuf autres films (parfois, comme auteur de l'histoire originale ou adaptateur), les deux derniers sortis en 1950.
Comme producteur (souvent associé), il contribue à soixante-dix-huit films sortis de 1933 à 1958. Plusieurs (des westerns) sont réalisés par George Sherman, dont Pals of the Saddle (1938) et New Frontier (1939), tous deux avec John Wayne et Ray Corrigan. Citons également le film de guerre J'ai vécu l'enfer de Corée (1951, avec Gene Evans et Robert Hutton), que son réalisateur Samuel Fuller et lui co-produisent.
À ce titre, il collabore aussi à trois séries télévisées dans les années 1950, dont The Goldbergs (en) (onze épisodes, 1953-1956).
Enfin, William Berke est le réalisateur de quatre-vingt-six films, les trois premiers étant des westerns de court métrage sortis en 1934-1935. Mentionnons Dick Tracy (1945, avec Morgan Conway dans le rôle-titre et Anne Jeffreys), Cœur de gosses (Rolling Home, 1946), avec Jean Parker et Russell Hayden) et J'ai tué Billy le Kid (1950, avec Don Barry dans le rôle-titre et Robert Lowery), les deux derniers dont il est en outre producteur. À noter sept films d'aventure avec Johnny Weissmuller dans le rôle récurrent de Jungle Jim, dont La Charge sauvage (en) (1951). 
Il meurt brutalement d'une crise cardiaque sur le plateau de The Lost Missile (en) (avec Robert Loggia) qu'il produit et réalise. Le tournage est achevé par son fils Lester W. Berke (1934-2004) et cet ultime film sort le 1er décembre 1958, moins de dix mois après le décès.
Pour la télévision, William Berke réalise quelques épisodes (diffusés entre 1952 et 1956) de neuf séries, dont The Range Rider (en) (dix épisodes, 1952-1953). 

## Filmographie partielle

### Acteur uniquement
- 1921 : The Double O de Roy Clements (court métrage) : Mat Haley
- 1922 : The Marshal of Moneymint de Roy Clements (court métrage) : Slick Boyle
- 1922 : Back Fire d'Alan James : Latigo
- 1923 : La Petite Dame (Gentle Julia) de Rowland V. Lee : Herbert Atwater
- 1923 : The Forbidden Trail de Robert N. Bradbury : Rufe Trent
- 1923 : Wolves of the Border d'Alan James : rôle non-spécifié
- 1924 : The Back Trail de George Marshall et Clifford Smith : Jim Lawton
- 1924 : The Hellion de Bruce M. Mitchell

### Producteur uniquement

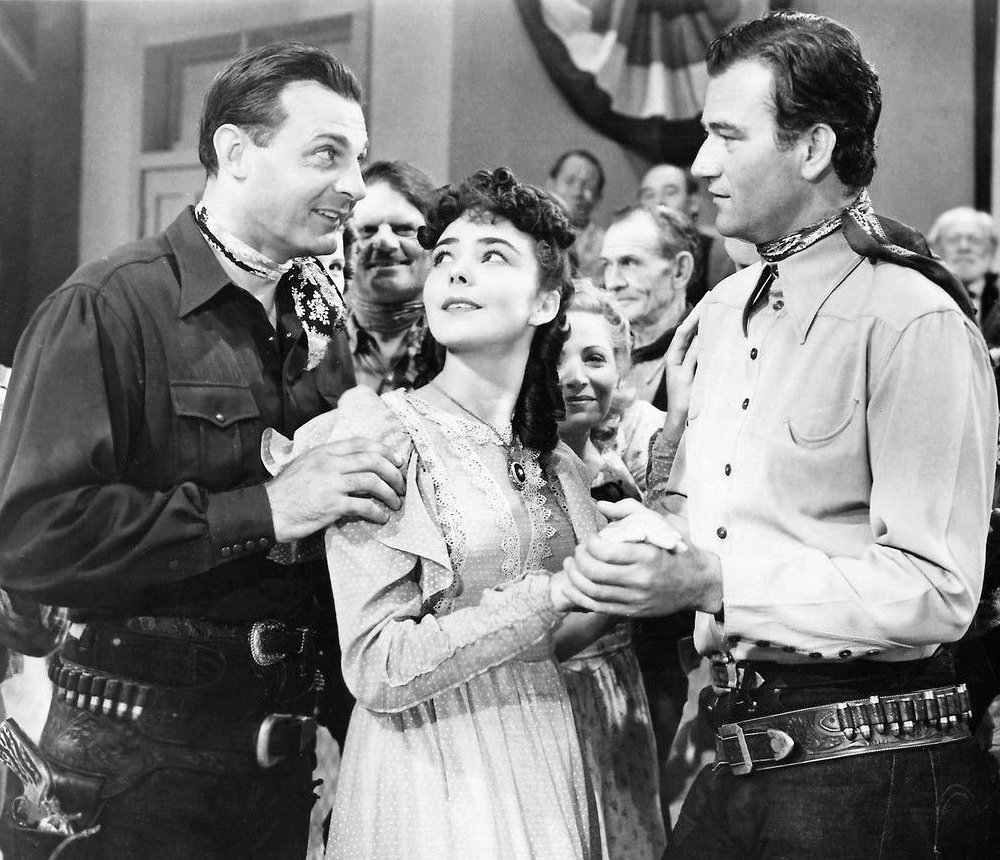
New Frontier (1939, producteur) :
Ray Corrigan, Jennifer Jones et John Wayne (de g. à d.)

- 1933 : The Woman Who Dared (en) de Millard Webb
- 1935 : The Pecos Kid de Harry L. Fraser
- 1936 : A Man Betrayed de John H. Auer
- 1936 : Ghost Town (en) de Harry L. Fraser
- 1937 : Swing It, Professor de Marshall Neilan
- 1937 : Rough Riding Rhythm de J. P. McGowan
- 1937 : Bill Cracks Down (en) de William Nigh
- 1937 : Young Dynamite de Leslie Goodwins
- 1938 : Pals of the Saddle de George Sherman
- 1938 : Call the Mesquiteers (en) de John English
- 1938 : Outlaws of Sonora de George Sherman
- 1939 : Wyoming Outlaw de George Sherman
- 1939 : New Frontier de George Sherman
- 1940 : Carolina Moon (en) de Frank McDonald
- 1941 : Riders of the Badlands (en) de Howard Bretherton
- 1941 : Thunder Over the Prairie de Lambert Hillyer
- 1941 : Confessions of Boston Blackie d'Edward Dmytryk
- 1942 : West of Tombstone (en) de Howard Bretherton
- 1946 : The Falcon's Alibi de Ray McCarey
- 1951 : J'ai vécu l'enfer de Corée (The Steel Helmet) de Samuel Fuller

### Réalisateur uniquement
Cinéma
- 1942 : Lawless Plainsmen
- 1942 : Bad Men of the Hills
- 1942 : The Lone Prairie (en)
- 1943 : The Fighting Buckaroo
- 1943 : Frontier Fury
- 1943 : Minesweeper
- 1943 : Robin Hood of the Range
- 1944 : The Navy Way

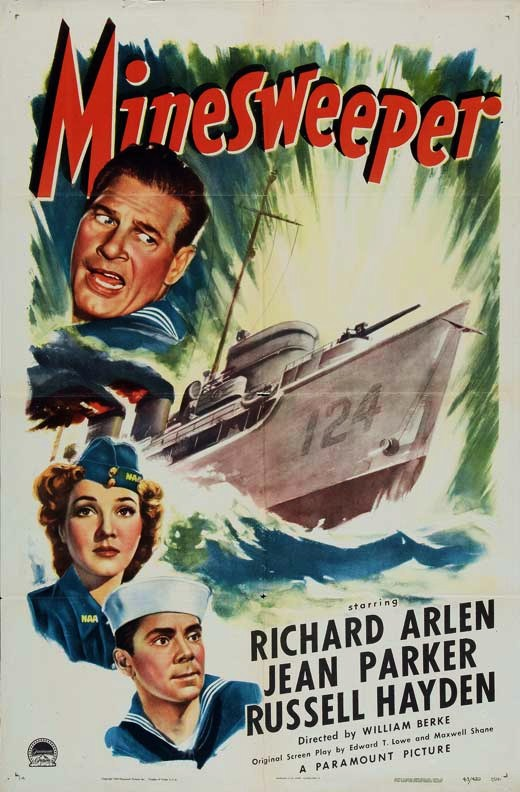
Poster de Minesweeper (1943, réalisateur)

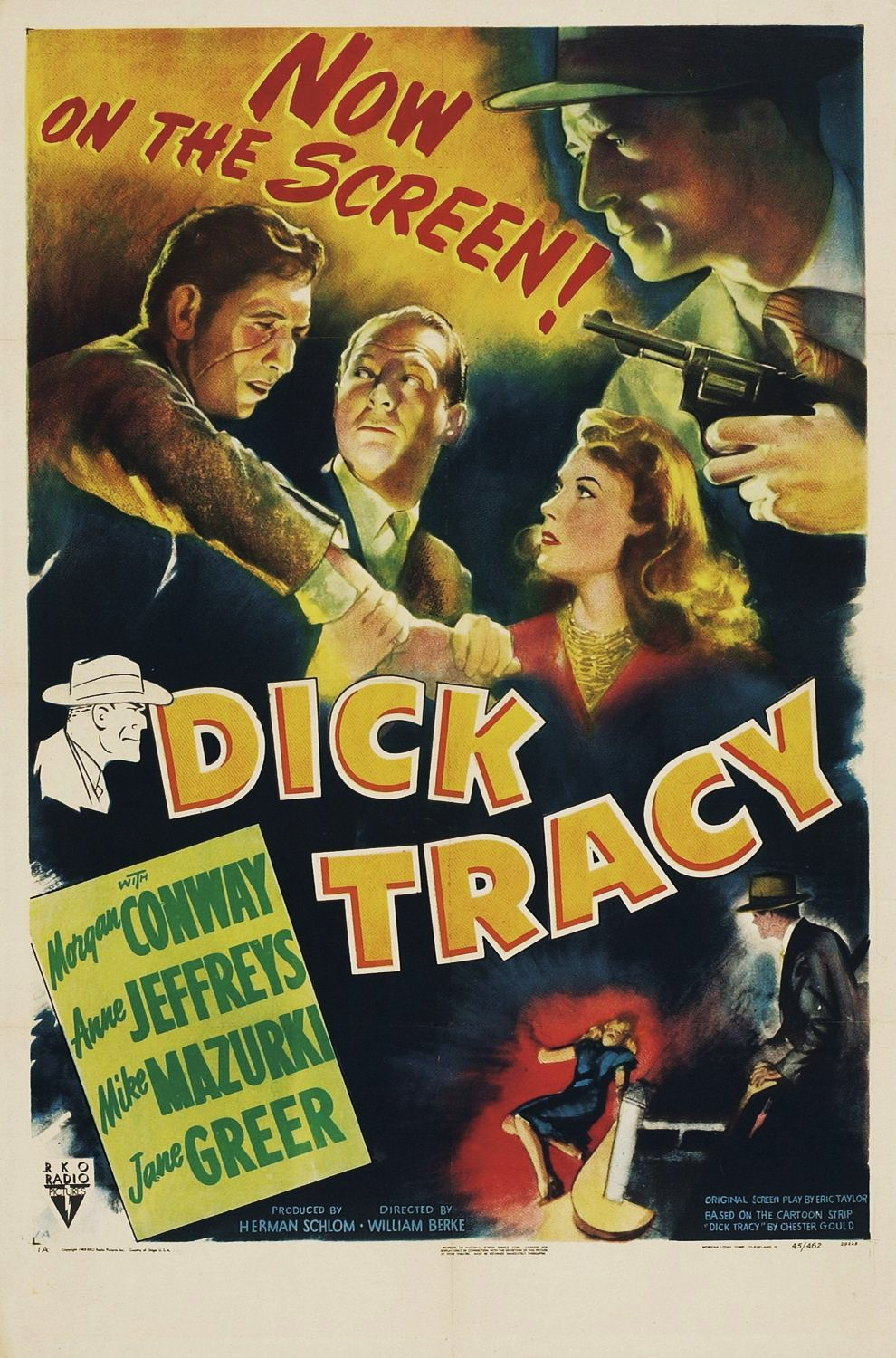
Poster de Dick Tracy (1945, réalisateur)

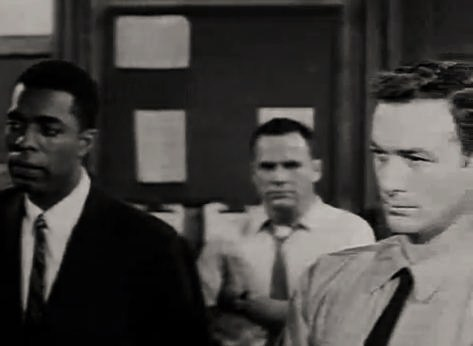
Un tueur se promène (1958, réalisateur) : Lincoln Kilpatrick (à g.) et Robert Loggia (à d.)

- 1944 : Sésame ouvre-toi ! (Girl in the Case)
- 1944 : Double Exposure
- 1944 : Dangerous Passage
- 1945 : Trahison japonaise (Betrayal from the East)
- 1945 : High Powered
- 1945 : Why Girls Leave Home
- 1945 : Dick Tracy
- 1946 : The Falcon's Adventure (en)
- 1946 : Détectives du Far West (Sunset Pass)
- 1946 : Cœur de gosses (Rolling Home)
- 1947 : La Loi de l'Arizona (Code of the West)
- 1948 : Le Trésor de la forêt vierge (Jungle Jim)
- 1948 : Waterfront at Midnight
- 1949 : La Tribu perdue (The Lost Tribe)
- 1949 : Arson, Inc. (en)
- 1950 : Jim la Jungle dans l'antre des gorilles (Mark of the Gorilla)
- 1950 : Captive parmi les fauves (Captive Girl)
- 1950 : On the Isle of Samoa
- 1950 : L'Île des pygmées (Pygma Island)
- 1951 : La Charge sauvage (en) (Fury of the Congo)
- 1953 : The Marshal's Daughter
- 1953 : La Vallée des chasseurs de têtes (Valley of Head Hunters)

Séries télévisées
- 1952-1953 : The Range Rider
  - Saison 3, 10 épisodes
- 1953 : Man Against Crime
  - Saisons 4 et 5, 9 épisodes
- 1954 : Annie Oakley
  - Saison 1, épisode 1 Annie and the Brass Colar et épisode 10 The Cinder Trail
- 1956 : Judge Roy Bean (en)
  - Saison unique, épisode 1 The Judge of Pecos Valley

### Scénariste uniquement
- 1923 : Gallopin' Through de Robert N. Bradbury
- 1924 : Flashing Spurs de B. Reeves Eason
- 1925 : Barriers of the Law de J. P. McGowan
- 1925 : Border Justice de B. Reeves Eason
- 1926 : Queen of the Hills de John B. O'Brien (court métrage)
- 1926 : The Flaming West d'Ernst Laemmle (court métrage)
- 1926 : La Barrière de feu (The Fire Barrier) de William Wyler (court métrage)
- 1926 : The Shoot 'Em Up Kid de Hoot Gibson (court métrage)
- 1927 : Double Trouble de Lewis D. Collins (court métrage)
- 1927 : Rough and Ready d'Albert S. Rogell
- 1927 : The Plumed Rider de Ray Taylor (court métrage)
- 1927 : A One Man Game d'Ernst Laemmle
- 1927 : Kelly Gets His Man de William Wyler (court métrage)
- 1928 : Greased Lightning de Ray Taylor
- 1928 : The Price of Fear de Leigh Jason
- 1928 : The Air Patrol de Bruce M. Mitchell
- 1929 : A Rider of the Sierras de Ray Taylor

### Fonctions multiples
(A = Acteur ; P = Producteur ; R = Réalisateur ; S = Scénariste)
Cinéma

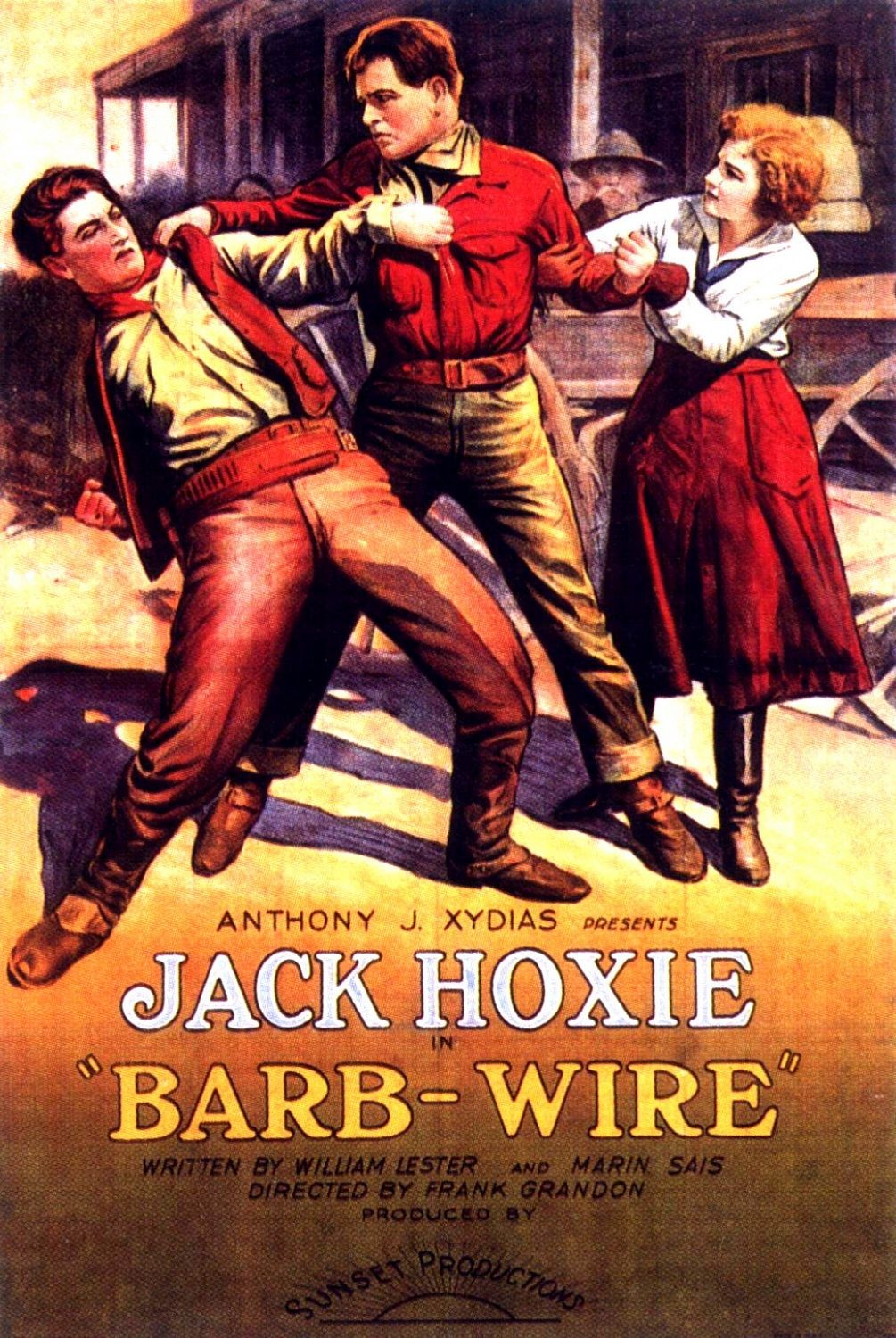
Poster de Barb-Wire (1922, acteur et scénariste)

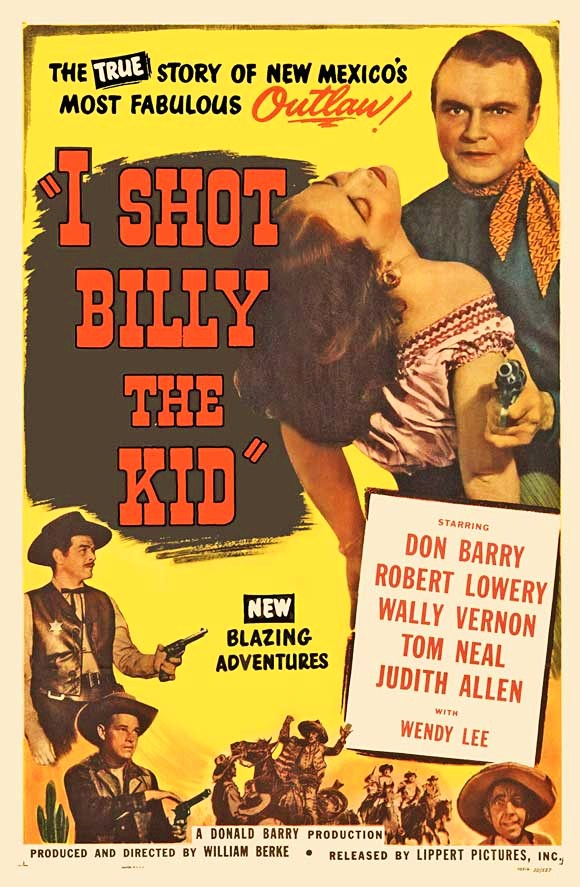
Poster de J'ai tué Billy le Kid (1950, producteur et réalisateur)

- 1922 : Barb-Wire de Frank Grandon : Bart Moseby (A-S)
- 1922 : The Crow's Nest de Paul Hurst : Pecos (A-histoire originale)
- 1923 : Wolf Tracks (en) de Robert N. Bradbury : Laroque (A-S)
- 1934 : Crack-Up (court métrage) (P-R)
- 1935 : Toll of the Desert (P-R)
- 1936 : Gun Grit (P-R)
- 1936 : Desert Justice (P-R)
- 1946 : Cœur de gosses (Rolling Home) (P-R-histoire originale)
- 1946 : Sang de rebelle (Renegade Girl) (P-R)
- 1947 : Shoot to Kill (P-R)
- 1949 : L'Inconnu aux deux colts (Deputy Marshal) (R-S)
- 1950 : La Vengeance de Frank James (Gunfire) (P-R-S)
- 1950 : The Bandit Queen (P-R)
- 1950 : J'ai tué Billy le Kid (I Shot Billy the Kid) (P-R)
- 1950 : Border Rangers (P-R-S)
- 1950 : Train to Tombstone (P-R)
- 1951 : Danger Zone (P-R)
- 1951 : Roaring City (en) (P-R)
- 1951 : Les Filles du service secret (FBI Girl) (P-R)
- 1951 : Pier 23 (P-R)
- 1951 : Savage Drums (P-R)
- 1952 : The Jungle (P-R)
- 1957 : Four Boys and a Gun (P-R)
- 1957 : Street of Sinners (P-R)
- 1958 : Island Women (P-R)
- 1958 : Un tueur se promène (Cop Hater) (P-R)
- 1958 : The Mugger (P-R)
- 1958 : The Lost Missile (P exécutif-R, tournage achevé par Lester W. Berke)

Séries télévisées
- 1954-1955 : The Joe Palooka Story
  - Saison unique, 5 épisodes (P de 2 épisodes-R)
- 1953-1956 : The Goldbergs
  - Saisons non-spécifiées, 11 épisodes (P-R d'un épisode)